# Taylor Tolleson
Taylor Tolleson (* 13. Juli 1985 in Pacific Grove, Kalifornien) ist ein US-amerikanischer Radrennfahrer.
Taylor Tolleson war von 2006 bis 2009 als Radrennfahrer in der Elite aktiv. 2005 gewann er eine Etappe des Cascade Cycling Classic und 2008 die Tour de Leelanau. 2009 beendete er seine Radsportlaufbahn. 

## Erfolge
2005
- eine Etappe Cascade Cycling Classic

2008
- Tour de Leelanau

## Teams
- 2006 TIAA-CREF
- 2007 Slipstream-Chipotle
- 2008 BMC Racing Team